# Сабурова Соломонія Юріївна
Соломонія Юріївна Сабурова, в постригу Софія (бл. 1490 — 18 грудня 1542) — перша дружина Василя III, великого князя Московського. Ув'язнена ним до монастиря за бездітність.
Канонізована Російською церквою до лику преподобних як Софія Суздальська. День пам'яті — 29 грудня (16 грудня за ст. ст.) і 14 серпня (1 серпня).

## Життєпис
Походила з боярського роду Сабурова (гілка Сверчкових-Сабуроваих). Донька Юрія Костянтиновича Сабурова. Рано втратила матір, була вихована тіткою — сестрою батька.
Сестра Соломонії, Марія, була дружиною князя Василя Семеновича Стародубського.

### Шлюб і розлучення
4 вересня 1505 року Василь Іванович одружився з Соломонією. Її вибрали на огляді наречених з 500 дівчат, представлених до двору для цієї мети зі всієї країни (за зразком оглядин наречених для візантійських імператорів). Вінчав молодих митрополит Симон в Успенському соборі Московського Кремля. Вперше в московській історії правлячий монарх брав у дружини не іноземну принцесу і не руську княжну, а наречену з родини старомосковського боярства.

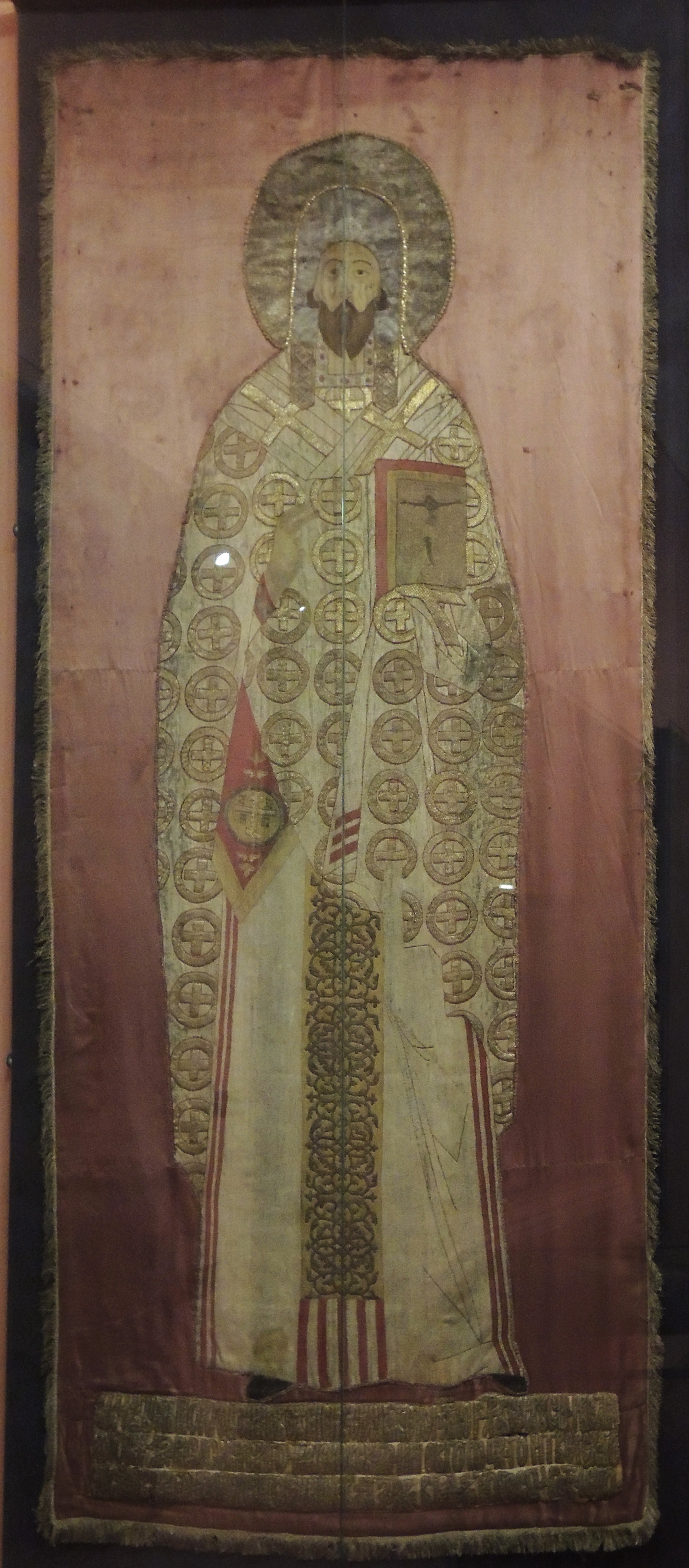
Покров святителя Леонтія Ростовського. 1514. Майстерня великої княгині Соломонії Сабурової.

Після двадцяти років шлюбу Соломонія так і не мала дітей. Василь був дуже стурбований цим, оскільки виступав проти того, аби його брати або їх можливі сини стали претендентами на трон. Він забороняв своїм братам брати шлюб, поки у нього не народиться син.

Рішення про розлучення було підтримано боярською думою, але не знайшло підтримки серед церковних ієрархів. Вассіан Патрікеєв, митрополит Варлаам і преподобний Максим Грек, що виступали проти розірвання шлюбу були заслані, причому митрополит вперше в російській історії був позбавлений сану.
Ти мені, недостойному, даєш таке вопрошеніє, якого я ніде у Святому письмі не зустрічав, окрім вопрошенія Іродіади про голову Івана Хрестителя»
— відповів у 1525 році Василю III інок Вассіан на його питання про можливість розлучення з дружиною.
У 1525 році за схвалення митрополита Данила Василь III розлучився з Соломонією. Подібне розлучення з насильницьким засланням дружини до монастиря не мало на той час прецеденту.

На початку наступного року (1526) великий князь одружився з юною Оленою Глинською, донькою литовського князя Василя Львовича Глинського. Саме від цього шлюбу народився майбутній московський цар Іван Грозний.
У літо 7031 Князь великій Василь Иванович постриже княгиню свою Соломонію, а Олену візьме за собя. А все то за наші гріхи, яко же написав апостол: відпусти дружину свою, а оженися з іншою, перелюби творить.

### Постриг

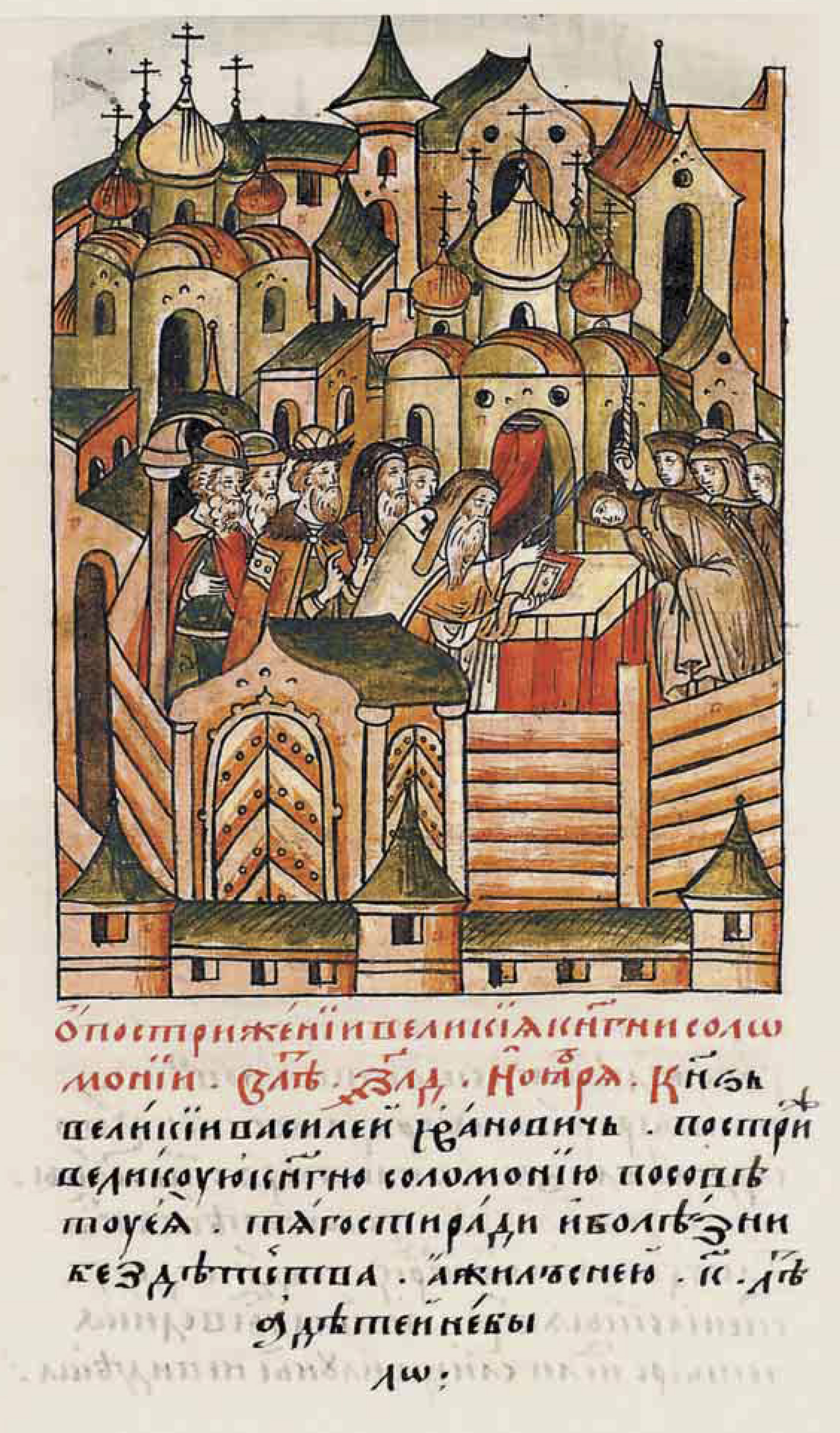
Лицевий літописний звід: «У 7034 році в листопаді великий князь Василь Іванович постриг велику княгиню Соломонію за її бажанням через тяжкість хвороби та бездітність. А жив з нею 20 років, і дітей не було»

25 листопада 1525 року Соломонію постригли в Московському монастирі Різдва Богородиці під ім'ям Софія. За інформацією з різних джерел, велика княгиня не хотіла приймати постриг. Детально про ці події розповідається у Герберштейна:
Соломонія, як виявилося, енергійно пручалася постригу і розтоптала чернече вбрання. Тоді один з найближчих радників Василя III, Іван Шігона, не тільки висловив їй різкий осуд, «але й вдарив її бичем». Після того як Шігона сказав, що постриг проводиться по волі государя, Соломонія змирилася зі своєю долею.
За іншими джерелами (з оточення митрополита Данила), Соломонія сама, «бачачи безплідність з утроби своєї», просила дозволити їй прийняти постриг. Великий князь нібито довго пручався, але після того, як Соломонія звернулась до Данила, змушений був погодитися.
Пізніше Соломонію перевели до Покровського монастиря міста Суздаля, який вона патронувала ще з 1518 року як велика княгиня. Там, змирившись зі своєю долею, вона вела праведний спосіб життя. Під час регентства Олени Глинської, згідно з деякими джерелами, була вислана до Каргополя, а потім повернулася в Суздаль.
Через 17 років чернецтва сестра Софія померла і була похована в Суздальському Покровському монастирі.

## Канонізація
Чутка про святість черниці швидко поширилася по всій країні. Князь Андрій Курбський у листі до Івана Грозного називає її преподобномученицею. За правління царя Федора Івановича, сина Грозного, її вже вшановували як святу. На гробниці Софії відбувалися чудесні зцілення, а в 1609 році, під час навали поляків, вона врятувала Суздаль від розорення, з'явившись у грізному вигляді ватажку військового загону поляків Олександру Лісовському. Від страху у нього паралізувало руку, і він дав клятву залишити в спокої місто і монастир.
У 1650 році патріарх Йосип дозволив Суздальському архієпископу шанувати її як святу. Її ікона, написана ще в XVII столітті, збереглася до наших днів і вважається чудотворною. У середині XVIII ст. постало питання про канонізацію. Нарешті, з благословення Святійшого Синоду її ім'я було внесено до Православного церковного календара на 1916 рік.
З 1984 року за указом патріарха Пимена преподобна Софія шанується в сонмі місцевошанованих святих Володимиро-Суздальської землі; вона була внесена в Мінеї і Православний церковний календар. У рукописних святцях вона іменується як «Свята праведна княгиня Софія інокинія, яже бисть в Покровському монастирі девіча, чудотворниця». У 2007 році шанування преподобної Софії було винесено на всецерковний рівень, і її ім'я було внесено в Православний церковний місяцелік.

### Мощі
У 1594 році Ірина Годунова, дружина царя Федора Івановича, поклала покров на труну Соломонії-Софії з вишитими словами: «Велінням государя царя і великого кнізя Федора Івановича всієї Русі і його цариці великої княгині Ірини та їх царівни Феодосії зроблений покров на велику княгиню Соломоніду під іноцех Софію літа 7102». Покров зберігається в Суздальському музеї.
Могила Софії в усипальниці Покровського монастиря була дуже шанована. 14 серпня 1995 року відбулося урочисте набуття її мощей. Цього дня над гробницею святої Софії був звершений молебень, і церковно-археологічна комісія з благословення митрополита Євлогія провела розкопки — святі мощі були відкриті і перенесені до Покровського собору.

### Іконографія
Акі Євдокія: схима-празелень, мантія-багор, в руках обох сувій, іспод-санкірь, а інде пише мантія у ворота стьобнути, у подолу вузлом пов'язана, під мантією руки бачити, права молить, а в лівій сувій.

## Легенди
Вселенські патріархи засудили розлучення великого князя, а патріарх Єрусалимський Марк передбачив народження від другого шлюбу немовляти, який вразить світ своєю жорстокістю (Івана Грозного):

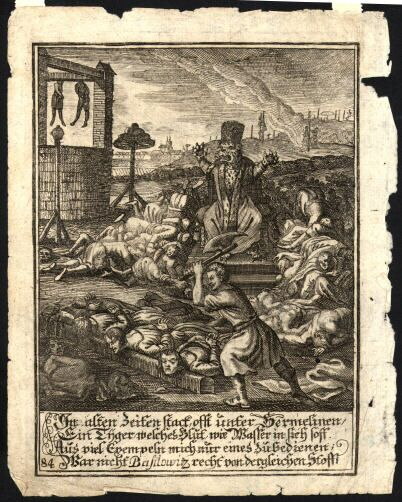
Алегорія тиранічного правління Івана Грозного

Якщо одружишся вдруге, то будеш мати зле чадо: царство твоє наповниться жахом і сумом, кров поллється рікою, впадуть голови вельмож, гради запалають.

Існує легенда, що Соломонія під час постригу була вагітна і вже в монастирі народила хлопчика Георгія, якого вона віддала в надійні руки, а сама оголосила, що новонароджений помер. За легендою, син Соломонії став знаменитим розбійником Кудеяром, про якого Миколою Некрасовим складена «Пісня про дванадцятьох розбійників». Цією історією дуже цікавився Іван Грозний (адже син Соломонії доводився б йому старшим братом і більш законним спадкоємцем). Цар зібрав всі архіви, які стосувалися справи Соломонії. При реконструкції монастиря в 1934 році було виявлено «таємне» поховання, в якому опинилася ганчіркова лялька, одягнена в розшиті перлами сорочечки. Відреставрована, ця сорочка знаходиться в історичній експозиції суздальського музею, поряд з нею — кришка від тієї гробниці.

Австрійський дипломат Зиґмунд Герберштайн, який відвідав Московську державу в 1517 і 1526 роках, написав книгу «Rerum Moscoviticarum Commentarii (Записки про Московію)», у якій повідомляв:
Під час нашого тодішнього перебування в Московії деякі клятвено стверджували, що Соломія народила сина на ім'я Георгій, але нікому не побажала показати дитини. Більш того, коли до неї були підіслані якісь особи для розслідування істини, вона, кажуть, відповіла їм, що вони недостойні бачити дитини, а коли він досягне величі своєї, то помститься за образу матері. Деякі ж завзято заперечували, що вона народила. Отже, поголос говорить про цю подію двояко.

## У культурі
- У серіалі Андрія Ешпая «Іван Грозний» ініціатором постригу Соломонії представлений митрополит Данило і розповідається легенда про народження нею в монастирі сина. У ролі Соломонії знялася Ганна Гуляренко.
- В основу історичного роману Олександра Прозорова «Соломія та Кудеяр» лягла історія життя Соломонії Юріївни Сабурової.